# Iodio
Lo iodio (o, in forma arcaica, jodio) è l'elemento chimico di numero atomico 53 e il suo simbolo è I. Il nome deriva dal greco antico ἰοειδής, ioeidēs, che significa viola o lilla, a causa del colore dei vapori dell'elemento. Fa parte del gruppo degli alogeni. Chimicamente lo iodio è il meno reattivo e il meno elettronegativo degli alogeni dopo l'astato. La forma elementare venne scoperta dal chimico francese Bernard Courtois nel 1811. Il nome è stato scelto due anni dopo da Joseph-Louis Gay-Lussac.
Lo iodio si trova in molti stati di ossidazione, tra cui lo ioduro (I−), lo iodato (IO−3), e i vari anioni periodato. È il meno abbondante degli alogeni stabili, posizionandosi come sessantunesimo elemento più abbondante in natura, tuttavia è l'elemento essenziale più pesante. È un elemento che, in tracce, è coinvolto nel metabolismo di molti esseri viventi, compreso l'uomo. Lo iodio si trova negli ormoni tiroidei. La carenza di iodio colpisce circa due miliardi di persone ed è la principale causa evitabile di disabilità intellettiva.
I maggiori produttori odierni di iodio sono il Cile e il Giappone. Lo iodio e suoi composti sono usati principalmente nella nutrizione. Grazie al suo elevato numero atomico e alla facilità di fissaggio a composti organici, trova largo utilizzo in radiologia come mezzo di contrasto non tossico. Data la specificità del suo assorbimento da parte del corpo umano, gli isotopi radioattivi dello iodio possono anche essere utilizzati per trattare i tumori tiroidei. Lo iodio viene usato anche come catalizzatore nella produzione industriale di acido acetico e di alcuni polimeri.
Lo iodio è un antisettico e può anche essere utilizzato in piccoli dosaggi per purificare l'acqua, anche se la pratica è consigliata solo in caso di emergenza, tenendo conto, inoltre, del cattivo sapore che l'acqua assume a seguito del suo impiego.

## Caratteristiche
Lo iodio è un solido scuro, violetto-bluastro, con lucentezza quasi metallica che anche a temperatura ambiente sublima in un vapore violetto dall'odore irritante. Questo alogeno forma composti con numerosi elementi, ma è meno reattivo degli altri alogeni e mostra qualche proprietà semi-metallica. Lo iodio si scioglie facilmente nel cloroformio, nel tetracloruro di carbonio, nel solfuro di carbonio e in generale nei solventi organici non protici formando soluzioni intensamente colorate in violetto. È poco solubile in acqua; con i gel acquosi di amido, la cosiddetta salda d'amido, produce una colorazione blu intensa usata come indicatore nelle titolazioni di ossido-riduzione.

## Applicazioni
Lo iodio, seppur in minime quantità, riveste un ruolo biologico essenziale negli esseri viventi. Gli ormoni prodotti dalla ghiandola tiroide, la tiroxina e la triiodotironina, contengono iodio.
Nelle persone il cui apporto di iodio attraverso la dieta è scarso, spesso remote regioni interne dove il consumo di pesce o altri cibi di origine marina è raro, la scarsità di iodio produce l'insorgenza del gozzo. In molte di queste zone viene fatta prevenzione attraverso la diffusione di sale addizionato di piccole quantità di sali di iodio (il sale iodato e/o sale iodurato). La carenza di iodio è anche tra le cause del ritardo mentale.
Tra gli altri usi:
- La tintura di iodio è una soluzione idroalcolica al 3% di triioduro (I2 + I− → I−3) usata come disinfettante per uso esterno e per la disinfezione di acque di superficie (3 gocce per litro, lasciando agire per 30 minuti);
- Reattivo di Lugol (o soluzione di Lugol): soluzione di composizione simile alla tintura di iodio;
- Lo iodopovidone è un composto di iodio, uno dei migliori disinfettanti oggi disponibili. Sono disponibili in commercio composti a base di iodio per disinfettare l'acqua, anche se ha alcune controindicazioni. Un preparato a base di iodopovidone è previsto dalla legge nella cassetta di pronto soccorso nelle aziende e sui luoghi di lavoro.
- I composti dello iodio sono molto utili nella sintesi di composti organici;
- Lo ioduro di potassio è impiegato in fotografia
- Lo ioduro di potassio è anche usato come profilassi preventiva per le persone esposte alle conseguenze dei disastri nucleari: l'assunzione di ioduro di potassio diminuisce la probabilità che il corpo umano assorba lo iodio radioattivo prodotto dal disastro; durante il 1986, a seguito del disastro di Chernobyl, venne distribuito alla popolazione sotto forma di pasticche, al fine di evitare l’assorbimento di iodio radioattivo da parte della tiroide, che potrebbe portare alla formazione di tumori;
- Lo ioduro di tungsteno è usato per stabilizzare i filamenti delle lampadine;
- Lo iodio-123 e lo iodio-125, radioattivi gamma emittenti, sono usati come traccianti in medicina.
- Lo iodio-131 è usato come radioterapico
- Lo iodio è usato come mezzo di contrasto in radiografia e tomografia computerizzata.
- Lo iodio gioca un ruolo fondamentale nel determinare la quantità di ossigeno disciolto nelle acque (metodo di Winkler).

## Storia
Lo iodio (dal greco ioeidēs, violetto) fu scoperto da Bernard Courtois nel 1811. Egli era il figlio di un fabbricante di salnitro (nitrato di potassio), un componente essenziale della polvere da sparo. In quel tempo la Francia era in guerra e c'era una grande domanda di polvere da sparo: il nitrato di potassio veniva isolato bruciando le alghe marine spiaggiate sulle coste della Normandia e della Bretagna e lavando la cenere ottenuta con acqua e il residuo veniva poi distrutto aggiungendo acido solforico.
Un giorno Courtois aggiunse troppo acido solforico e ne scaturì una densa nuvola di vapore violetto: Courtois notò che il vapore cristallizzava sulle superfici fredde formando cristalli scuri. Ebbe da questo il sospetto che si trattasse di un nuovo elemento, ma non disponeva dei mezzi economici necessari per indagare più a fondo sulle sue osservazioni. Diede quindi dei campioni a due suoi amici, Charles Bernard Desormes (1777-1862) e Nicolas Clément (1779-1841) affinché continuassero le ricerche. Diede anche un po' della sostanza a Joseph Louis Gay-Lussac (1778–1850), un famoso chimico del tempo, e ad André-Marie Ampère (1775-1836).
Il 29 novembre 1813 Desormes e Clément resero pubblica la scoperta di Courtois. Essi descrissero la sostanza a un congresso dell'Istituto Imperiale di Francia. Il 6 dicembre Gay-Lussac annunciò che la nuova sostanza era o un elemento o un composto dell'ossigeno. Ampère aveva dato alcuni dei suoi campioni a Humphry Davy (1778-1829), che condusse su questi alcuni esperimenti e ne notò la somiglianza con il cloro. Davy spedì una lettera datata 10 dicembre alla Royal Society a Londra, in cui annunciava di avere identificato un nuovo elemento. Ne scaturì una grossa polemica fra Davy e Gay-Lussac su chi dei due avesse per primo identificato lo iodio, ma alla fine entrambi gli scienziati riconobbero che era stato Bernard Courtois ad avere isolato per primo l'elemento.

## Disponibilità
Lo iodio può essere preparato in forma ultrapura facendo reagire ioduro di potassio con solfato rameico. Esistono anche molti altri metodi per isolare questo elemento.
I composti di iodio più comuni sono gli ioduri di sodio e di potassio (KI), e gli iodati (KIO3).
| I maggiori produttori di iodio nel 2019 | I maggiori produttori di iodio nel 2019 | I maggiori produttori di iodio nel 2019 |
| Posizione                               | Paese                                   | Produzione (tonnellate)                 |
| --------------------------------------- | --------------------------------------- | --------------------------------------- |
| 1                                       | Cile                                    | 20200                                   |
| 2                                       | Giappone                                | 9100                                    |
| 3                                       | Turkmenistan                            | 600                                     |
| 4                                       | Azerbaigian                             | 190                                     |
| 5                                       | Indonesia                               | 40                                      |
| 6                                       | Russia                                  | 2                                       |

NOTA: i dati per gli Stati Uniti non sono stati pubblicati.

## Isotopi
Esistono 30 isotopi di iodio di cui però soltanto lo 127I, è stabile e presente in natura con un'abbondanza del 100%. Gli altri, con l'eccezione del 129I e del 131I, sono tutti piuttosto difficili da sintetizzare.

### Iodio-131
Il radioisotopo artificiale 131I è un prodotto della fissione di uranio e plutonio. Decade in 131Xe con decadimento beta meno, in cui un neutrone decade in protone, elettrone e antineutrino. L'emivita è di soli 8 giorni, quindi la sua attività è molto elevata, con forte emissione di raggi beta.
Viene usato in terapia radiometabolica per la cura del cancro e di altre patologie della tiroide (ipertiroidismo) e inoltre, in dosi più piccole, per test diagnostici come la scintigrafia tiroidea o test di captazione.

### Iodio-129
Lo 129I (emivita di 15,7 milioni di anni) è sia un prodotto della spallazione nucleare dei raggi cosmici sullo 129Xe nell'atmosfera terrestre, sia il risultato della fissione di uranio e plutonio. Lo 129I è stato usato negli studi sull'acqua piovana successivi all'incidente nucleare di Černobyl', come tracciante per acque sotterranee e come indicatore di dispersione di rifiuti nell'ambiente naturale. Altre applicazioni possono essere inficiate dalla costante produzione di 129I nella litosfera attraverso una serie di meccanismi di decadimento.
In molti aspetti 129I è simile al 36Cl: è un alogeno solubile, relativamente poco reattivo, esiste principalmente come anione non adsorbente ed è prodotto da reazioni nucleari cosmiche, termonucleari e in situ. Negli studi idrologici le concentrazioni di 129I sono spesso espresse in rapporto allo iodio totale che praticamente è tutto 127I. Come avviene per 36Cl/Cl, il rapporto 129I/I in natura è particolarmente piccolo, tra 10−14 e 10−10 con un picco a 10−7 osservato tra gli anni sessanta e settanta dovuto ai test delle armi nucleari delle varie nazioni. 129I differisce da 36Cl per una maggiore emivita (15,7 contro 0,3 milioni di anni), tende facilmente ad accumularsi nei tessuti viventi e compare sotto forma di diversi ioni, principalmente lo ioduro e lo iodato, che hanno diverso comportamento chimico.
Un tenore eccessivamente insolito di 129Xe nelle meteoriti è stato dimostrato essere dovuto al decadimento di 129I, primo radionuclide estinto la cui presenza nel sistema solare primordiale è stata così accertata. Il suo decadimento è alla base del sistema di datazione I-Xe, che copre i circa 50 primi milioni di anni di vita del sistema solare.

### Iodio-123
Lo 123I è un isotopo radioattivo utilizzato in medicina nucleare per la marcatura di alcuni radiofarmaci. Risulta particolarmente vantaggioso in particolare per la sua emivita piuttosto bassa (13,2 ore) e per la sua energia di decadimento (decadimento γ a 159 keV), che lo rendono piuttosto buono dal punto di vista della radioprotezione del paziente. Inoltre il picco energetico non troppo alto, molto simile a quello del tecnezio-99 metastabile o 99mTc che è l'elemento principe della Medicina Nucleare, rende possibili delle immagini con un buon rapporto segnale/rumore.
Lo svantaggio principale di questo isotopo è l'alto costo dovuto sia alla sua produzione sia alla necessità di trasportarlo velocemente (causa bassa emivita) dal sito di produzione al reparto di utilizzo (spesso deve fare viaggi aerei per raggiungere l'ospedale che l'ha richiesto). La produzione dello iodio-123 avviene in reattori nucleari facendo ricorso alle seguenti reazioni: 121Sb(α,2n) 123I, 123Te(p,n) 123I, 122Te(d,n) 123I e 124Te(p,2n) 123I. Può essere utilizzato sotto forma di sodio ioduro nella captazione tiroidea e nell'imaging tiroideo. In altri casi viene legato a radiofarmaci con l'ausilio di chelanti: si usa nella preparazione di MIBG, di Datscan e di IBZM.

## Precauzioni
Il contatto diretto di questo elemento con la pelle può causare lesioni, quindi è necessario maneggiarlo con attenzione. I vapori di iodio sono molto irritanti per gli occhi e per le mucose; la massima concentrazione ammissibile di vapori di iodio in aria non dovrebbe superare 1 mg/m³ (TLV-TWA: esposizione di 8 ore al giorno per un totale di 40 ore settimanali).

## Iodio extra-tiroideo

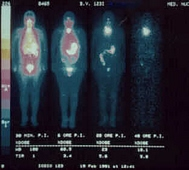
Sequenze di scintigrafie con iodio-123 (da sinistra) rispettivamente dopo 30 minuti e dopo 6, 20 e 48 ore dall'iniezione endovenosa, una notevole e rapida iodo-concentrazione è evidente nel liquor periencefalico e cerebro-spinale (a sinistra). Un'alta concentrazione del radio-iodio (in bianco) è evidente in organi extra-tiroidei come nella mucosa gastrica dello stomaco, epidermide, ghiandole salivari e nella mucosa orale. Nella mucosa gastrica lo iodio-131 (tempo di dimezzamento di 8 giorni) persiste nelle scintigrafie per più di 72 ore. Nella tiroide, la iodo-concentrazione è più progressiva, come in un serbatoio (dal 1% – dopo 30 minuti – a solamente il 5,8% – dopo 48 ore – della totale dose iniettata nel corpo). L'altissima concentrazione di ioduro della ghiandola mammaria è evidente solo in gravidanza e allattamento. Notevole escrezione di radio-iodio si osserva nelle urine. (Venturi, 2011)

Lo iodio è il più pesante elemento chimico ad avere un ruolo biologico accertato nell'uomo. Tuttavia la quantità totale di iodio (I) nel corpo umano è ancora controversa e, nel 2001, M.T. Hays ha pubblicato su Thyroid che " è sorprendente che il contenuto totale di iodio nel corpo umano rimanga incerto dopo molti anni di interesse per il metabolismo dello iodio. Solo il contenuto dello iodio nella ghiandola tiroidea è stato misurato con precisione mediante scansione fluorescente e la stima di 5-15 mg nella tiroide umana normale è solo ora ben stabilita. Tuttavia metodi simili non sono disponibili per gli altri tessuti e per gli organi extratiroidei. Molti ricercatori hanno riportato diverse quantità di 10-50 mg del contenuto totale di iodio nel corpo umano normale ". 
Lo iodio pesa per il 65% del peso molecolare della tiroxina (T4) e per il 59% della triiodotironina (T3). Solamente 5-15 mg di iodio sono concentrati nella tiroide e nei relativi ormoni, mentre il 70% dello iodio presente nel corpo umano è distribuito in altri tessuti, inclusi occhi, ghiandole mammarie, mucosa gastrica, cervice uterina, ghiandole salivari e pareti delle arterie. Lo iodio entra direttamente nelle cellule di questi tessuti grazie a un simporto con il sodio (NIS)..

## Significato evolutivo dello iodio
Lo iodio e la tiroxina sono fondamentali per la regolazione del metabolismo e della crescita in tutto il regno animale. Negli anfibi, per esempio, la somministrazione di un agente bloccante l'ormonogenesi tiroidea come il propiltiouracile (PTU) può impedire la trasformazione evolutiva del girino acquatico in rana terrestre adulta; al contrario, somministrando tiroxina o iodio in adeguata quantità si attiverà la metamorfosi. Nella metamorfosi degli anfibi la tiroxina e lo iodio esercitano l'apoptosi (morte cellulare programmata) delle cellule delle branchie, della coda e delle pinne dei girini, e questo rappresenta anche un ben studiato modello sperimentale per lo studio dell'apoptosi. Lo iodio ha favorito l'evoluzione delle specie animali terrestri e insieme con gli acidi grassi polinsaturi (omega-3 e omega-6) che sono entrambe reperibili nel pesce e nei cibi di origine marina, combinati insieme in specifici iodolipidi, hanno probabilmente giocato un ruolo cruciale nell'evoluzione del cervello umano. Iodio e tiroxina stimolano la metamorfosi che trasforma il girino da acquatico e vegetariano in rana terrestre adulta e carnivora e pertanto con migliori capacità neurologiche, visuo-spaziali, olfattive e cognitive necessarie per cacciare, come è tipico degli animali predatori. Lo stesso accade nella neotenia nel caso della salamandra che senza un adeguato apporto di iodio non si trasforma in adulto terrestre, ma può ugualmente riprodursi nella piccola forma larvale e acquatica di axolotl. In questo modo l'axolotl è in grado di sopravvivere allo stato larvale in un ambiente povero di sostanze nutritive

### Iodio, tiroxina e apoptosi negli anfibi
Lo iodio e la tiroxina stimolano la spettacolare apoptosi delle cellule larvali delle branchie, della coda e delle pinne dei girini durante la metamorfosi degli anfibi e inoltre stimolano anche l'evoluzione del loro sistema nervoso trasformando il girino acquatico e vegetariano in rana terrestre e carnivora. Infatti la rana anfibia Xenopus laevis serve come un modello ideale per lo studio del meccanismo dell'apoptosi.

## La carenza di iodio
La carenza di iodio colpisce circa due miliardi di persone ed è la principale causa evitabile di disabilità intellettiva. Nelle aree del mondo in cui lo iodio è carente nella dieta il volume della tiroide può aumentare notevolmente, una condizione chiamata gozzo endemico. Le donne in gravidanza gravemente carenti di iodio partoriscono bambini con deficit di ormone tiroideo (ipotiroidismo congenito) che si manifesta con ritardi della crescita e dello sviluppo fisici (nanismo) e del cervello detta cretinismo o sindrome da deficit congenito di iodio.

### Carenza di iodio e rischio di cancro
La carenza di iodio può avere i seguenti effetti:
- Cancro della mammella[15]. La ghiandola mammaria concentra fortemente e attivamente lo iodio nel latte materno a beneficio del lattante. La donna iodo-carente può sviluppare un gozzo e iperplasia tiroidea in gravidanza e allattamento, ed è più soggetta a patologia mammaria fibrocistica. Studi scientifici condotti su animali dimostrano che la carenza di iodio, sia connessa alla dieta sia farmacologica, può portare ad atipia mammaria e ad aumento del rischio di cancro mammario[16][17][18]. Test di laboratorio hanno dimostrato che l'effetto dello iodio nel tumore al seno è in parte dipendente dalla funzione tiroidea e che lo iodio inibisce l'avanzamento del tumore attraverso la modulazione degli ormoni estrogenici. L'analisi genica di linee cellulari di tumore al seno ormono-sensibile ha mostrato che iodio e composti contenenti iodio alterano l'espressione genica e inibiscono la risposta estrogenica attraverso l'up-regulation di proteine coinvolte nel metabolismo degli estrogeni. Non è ancora stata dimostrata da studi clinici la reale utilità della somministrazione di iodio o composti contenenti iodio come terapia aggiuntiva nel trattamento del tumore al seno.[16]
- Cancro dello stomaco[16]. Alcuni ricercatori hanno trovato una correlazione epidemiologica tra carenza di iodio, gozzo e cancro gastrico[19][20][21]. Dopo implementazione della iodo-profilassi è stata riportata una riduzione della mortalità per cancro gastrico[22]. Il meccanismo d'azione proposto per questa azione è dato dall'azione antiossidante dello iodio nella mucosa gastrica, che può detossificare composti tossici come i ROS e il perossido di idrogeno.

## Iodocomposti
- Iodolipidi. Gli iodolipidi sono lipidi iodati cioè lipidi (spesso acidi grassi polinsaturi) con iodio incorporato che derivano dall'azione di alcuni enzimi come le perossidasi che agiscono su ioduri e perossido di idrogeno. Queste condizioni sono presenti in diversi organi iodocaptanti del corpo animale come la tiroide, le ghiandole mammarie e salivari, la mucosa gastrica, l'ovaio, ecc. Alcuni iodolipidi che comprendono gli iodolattoni e le iodoaldeidi (α-iodoesadecanale) sono stati recentemente identificati e hanno dimostrato di possedere ancestrali funzioni strutturali, metaboliche e apoptotiche sia nelle vegetali (alghe), sia negli animali, e in particolare nelle cellule umane e neuronali.[23][24].

## Numero di iodio
- Il numero di iodio, in chimica, è la massa di iodio in grammi che viene consumata da 100 grammi di una sostanza chimica. I numeri di iodio sono spesso usati per determinare la quantità di insaturazione negli acidi grassi. Questa insaturazione è sotto forma di doppi legami, che reagiscono con i composti di iodio. In biologia, gli acidi grassi, omega-6 e gli omega-3: acido docosaesaenoico (DHA) omega-3 (C22: 6n-3) ed EPA, sintetizzarono con lo iodio degli iodo-lipidi, rendendoli così più resistenti alla perossidazione lipidica delle membrane cellulari, durante l'evoluzione della vita, e importanti nel meccanismo di apoptosi, carcinogenesi e malattie degenerative.[10]

## Iodio nascente
Con il termine iodio nascente (I•) si identifica il radicale iodio ottenuto mediante la rottura del doppio legame che unisce due atomi di iodio nella forma I2
I2 → 2 I•
Nella tiroide, lo ione ioduro subisce la seguente reazione da parte dell'enzima ioduro perossidasi, permettendo così allo iodio di essere incorporato nella tirosina a formare MIT (monoiodotirosina) e DIT (diiodotirosina).
2 I− + H2O2 + 2 H+ → 2 I• + 2 H2O
Lo iodio nascente (I•) non deve essere confuso con il triioduro (I−3).